# Средняя Гаревка

Средняя Гаревка — река в России, протекает в Койгородском районе Республики Коми. Устье реки находится в 236 км по правому берегу реки Кобра. Длина реки составляет 17 км. 
Исток реки в лесах на холмах Северных Увалов близ границы с Кировской областью в 20 км к северо-западу от села Кобра (центр Синегорского сельского поселения). Река течёт на северо-восток и север по ненаселённому, частично заболоченному лесному массиву. Русло сильно извилистое. Впадает в Кобру в 58 км к юго-западу от села Койгородок.

## Данные водного реестра
По данным государственного водного реестра России относится к Камскому бассейновому округу, водохозяйственный участок реки — Вятка от истока до города Киров, без реки Чепца, речной подбассейн реки — Вятка. Речной бассейн реки — Кама.
По данным геоинформационной системы водохозяйственного районирования территории РФ, подготовленной Федеральным агентством водных ресурсов:
- Код водного объекта в государственном водном реестре — 10010300212111100030733
- Код по гидрологической изученности (ГИ) — 111103073
- Код бассейна — 10.01.03.002
- Номер тома по ГИ — 11
- Выпуск по ГИ — 1